# Rudtjärnen (Nederkalix socken, Norrbotten)
Rudtjärnen är en sjö i Kalix kommun i Norrbotten och ingår i Sangisälvens huvudavrinningsområde.